# Шукурбеков, Журкамырза Бакытулы
Журкамырза Бакытулы Шукурбеков (каз. Жұрқамырза Бақытұлы Шүкірбеков; род. 2 января 2002 года) — казахстанский парадзюдоист. Бронзовый призёр летних Паралимпийских игр 2024 года в Париже.

## Биография
7 сентября 2024 года принял участие на летних Паралимпийских играх 2024 в Париже в весовой категории свыше 90 кг (класс J2). В четвертьфинале победил бразильца Сержиу Фернандеша Джуниора. В полуфинале проиграл грузину Ревазу Чикоидзе. В матче за третье место победил французского спортсмена Насера Зоргани и завоевал бронзовую медаль Паралимпиады.

## Спортивные результаты
| Год  | Турнир                          | Место проведения | Категория       | Место |
| ---- | ------------------------------- | ---------------- | --------------- | ----- |
| 2024 | Летние Паралимпийские игры 2024 | Париж            | свыше 90 кг, J2 | 3     |
| 2025 | Чемпионат мира                  | Астана           | свыше 95 кг, J2 | 1     |

## Награды
- Орден «Курмет» (14 сентября 2024 года)[2]